# Aliens of London
"Aliens of London" (KBS 방영 제목 : <런던의 외계인>)은 영국의 텔레비전 공상과학 드라마 《닥터 후》 첫 번째 시리즈의 네번째 에피소드이다. 각본은 러셀 T 데이비스, 감독은 키스 보크가 맡았으며 영국에서 2005년 4월 16일에 처음으로 방영되었다. 이 에피소드는 "World War Three"와 함께 두 파트로 나뉜 이야기 중 첫 번째 에피소드이다.
에피소드에서 외계 시간여행자인 닥터 (크리스토퍼 에클스턴)은 자신의 동행자인 로즈 타일러 (빌리 파이퍼)를 그녀가 자신과 떠났던 시간으로 데리고 돌아가지만, 실수로 1년 뒤에 도착하고 만다. 로즈가 그에 대한 결과와 함께 엄마 재키 타일러 (커밀 코두리)와 남자친구 미키 스미스 (노엘 클라크)를 대하던 도중 우주선 한 대가 템스강으로 추락하고, 전 세계 경계태세를 촉발시킨다.
에피소드에서는 퍼넬러피 윌턴이 연기한 캐릭터인 해리엇 존스가 처음으로 등장한다. 해리엇 존스는 작중에서 살해당하는 2008년까지 반정기 등장인물이 된다.

## 줄거리
로즈를 원래 떠났던 시간에서 열두 시간 뒤의 지구로 돌려보내주려던 닥터는 계산을 잘못하는 바람에 둘이 떠난 지 열두 '달' 뒤에 도착한다. 로즈가 유괴되어 살해당했다고 믿고 있었던 로즈의 엄마 재키는 로즈에게 불같이 화를 낸다. 로즈의 남자친구 미키도 속상해하는데, 로즈를 살해했다는 혐의를 받았었기 때문이었다. 자기가 어디에 있었는지 진실을 말할 수 없는 것에 대해 로즈가 닥터에게 불만을 내보이던 그 때, 한 우주선이 빅 벤을 뚫고 나간 뒤 템스강으로 추락하는 것을 둘은 목격한다. 런던 중심부가 폐쇄되는 한편 사람들은 외계 종족과의 첫 접촉일 수도 있다는 점에 흥분한다. 닥터는 사기극이라 의심하고, 타디스를 이용해 외계 조종사를 데리고 간 병원 안에 내린다. 닥터는 그 외계우주선이 지구에서 발사되었고, 우주선의 조종사는 사실 외계 기술로 변형된 평범한 돼지였다는 것을 발견한다.
정부는 충돌 사고의 혼란으로 인해 수상의 위치를 알 수 없게 되고, 조셉 그린 의원이 수상 대리직에 호명된다. 그린은 슬리딘의 일원이었음이 드러나는데, 슬리딘은 자신들의 몸을 큼직한 인간 '옷'에 밀어넣어 잦은 방귀 배출을 유발하는 외계인 일가족이다. 정부 내 다른 두 고위의원인 마거렛 블레인과 올리버 찰스도 슬리딘이었음이 밝혀진다. 슬리딘은 인간들이 자신들의 계획에 꾀인 것을 비밀리에 축하하지만, 자기들의 대화를 해리엇 존스가 목격한 것은 미처 알지 못한다.
닥터가 로즈에게 돌아왔을 때 둘은 군인들에게 포위되고 다우닝 가 10번지로 호송된다. 닥터는 UNIT을 비롯한 외계인 전문가 모임에 합류할 것을 요청받고, 로즈는 해리엇으로부터 건물 안으로 호송된다. 해리엇은 로즈에게 자신이 본 외계인들에 대해 얘기하고, 둘이서 함께 수상의 시신을 발견하게 된다. 발견한 것을 폭로하기도 전에 둘은 블레인에게 잡히고, 블레인은 그들을 공격하기 위해서 입고 있던 인간 옷의 지퍼를 열기 시작한다. 닥터가 사건 위조를 전문가들에게 설득시키려 하자 그린은 그 자리에 모인 그룹 전부에게 전기 충격을 보낸다. 에피소드는 절정에서 끝이 나면서 "World War Three" 에피소드로 이어진다.

### 다른 에피소드와의 연관성
시리즈 전체에서 다루어지는 주제인 '배드 울프'가 이 에피소드에서도 계속 이어지는데, 한 꼬마가 타디스 위에다 그 문구를 스프레이로 낙서하는 것으로 나온다.
닥터는 로즈에게 자신이 900세라고 말해준다. 닥터의 나이에 대한 드라마상에서의 마지막 언급은 〈Time and the Rani〉 (1989) 시리얼에서였으며, 953세인 것으로 드러났다 (닥터의 나이를 참고하라).
UNIT (국제연합 정보 기동부대)가 외계인 전문가 중에서 언급되는데, 1989년도 시리얼인 〈Battlefield〉 이래로 텔레비전상에서 처음으로 등장한 것이다. 닥터는 과거에 이들과 함께 일했었다고 언급하지만, 지금 이들은 자신을 알아보지 못할 것이라고 말하며 재생성을 암시한다.
닥터는 미키를 놀리려고 '리키'라 부르는데, "Boom Town"에서 닥터가 다시 언급한다. "Rise of the Cybermen"/"The Age of Steel" 에피소드에서 평행우주판 미키의 이름이 리키라는 것이 밝혀진다.
에피소드 내에서 정부 소속 법의학자로 나온 토시코 사토 박사는 《닥터 후》의 스핀오프 드라마 《토치우드》에서 귀환한다. 《토치우드》 에피소드 "Exit Wounds"에서 토시코와 오웬의 대화 도중 이 에피소드에서 있었던 사건이 짧게 언급된다. 《토치우드》에서 토시코는 법의학자가 아닌 컴퓨터 전문가인데, 토시코가 오웬를 대신하고 자신이 의사였단 것과 우주 돼지를 실험했다고 말하기 전 밤에 오웬이 숙취에 시달렸기 때문인 것으로 설명된다.